# Haus der hannoverschen Industrie

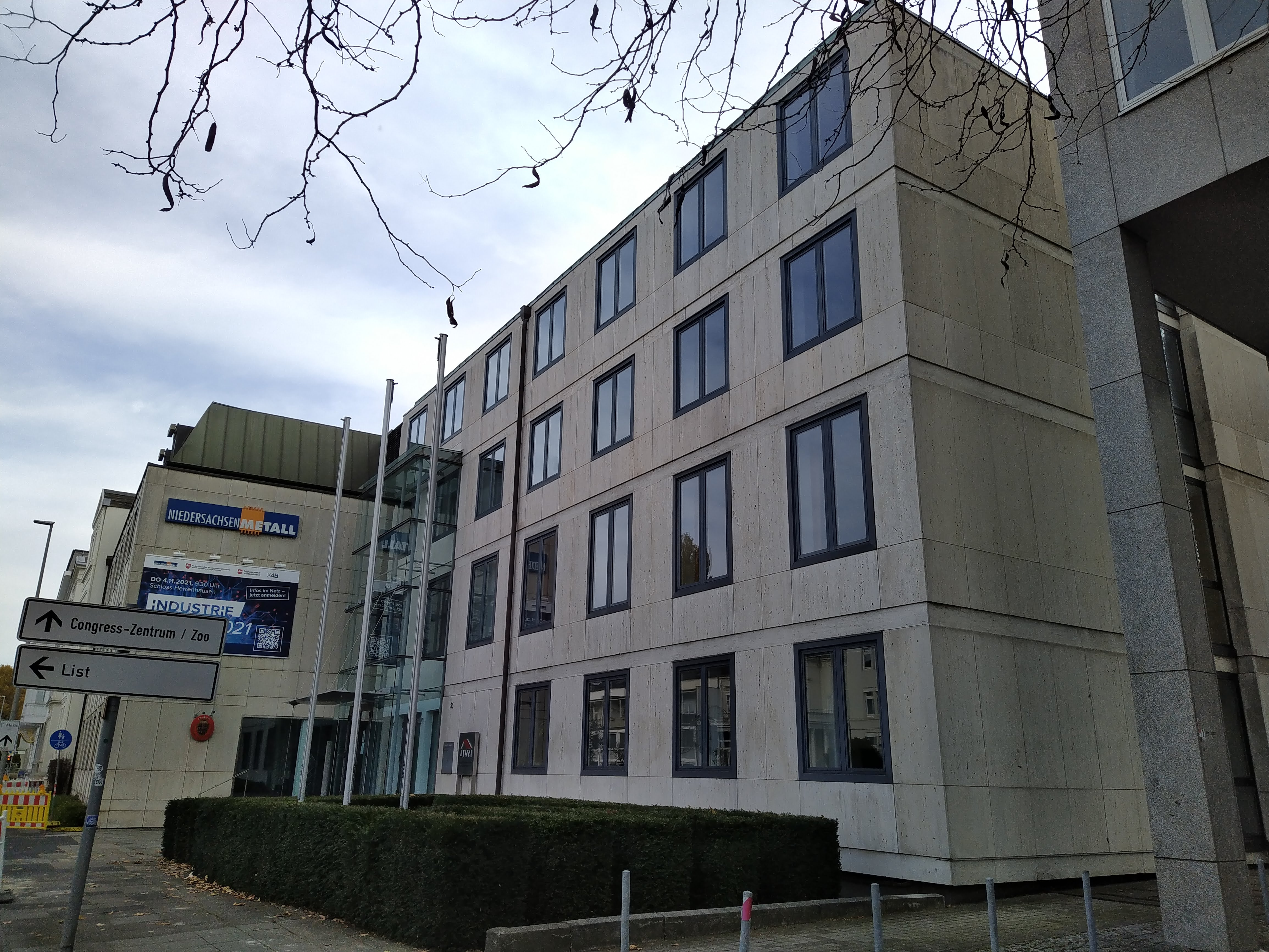
Gebäude Schiffgraben 36

Das Haus der hannoverschen Industrie am Schiffgraben 36 in Hannover-Oststadt ist der Sitz des Industrie-Clubs Hannover und anderen Verbänden.

## Geschichte und Beschreibung
Das heutige Haus der hannoverschen Industrie ist der Nachfolger des Hauses der Industrie in der Sophienstraße 7, das in der Nachkriegszeit verkauft worden war. Etwa zehn Jahre später wollte sich der Industrieverein nahe der Industrie- und Handelskammer Hannover ein neues Domizil für die hannoverschen Industrieverbände und deren Veranstaltungen auf eigenem Grundstück errichten lassen. Nach einem Architekturwettbewerb 1954 erhielten die Pläne des Architekten Dieter Oesterlen den Wettbewerbspreis. In der Bauzeit von 1955 bis 1957 errichtete die Friedrich Mehmel GmbH einen Büro- und Veranstaltungs-Neubau als neuen Mittelpunkt der hannoverschen Industriellen. Doch schon 1956 konnte neben dem Industrie-Verein zunächst der Unternehmerverband Niedersachsen sowie der Metall-Arbeitgeberverband den Neubau gegenüber der IHK beziehen.
1983 wurde links des Gebäudes ein zur Straßenseite vorgeschobener Erweiterungsbau durch den Verband der Metallindustriellen Niedersachsens angegliedert.